# Hh (digramme)
Cette page contient des caractères spéciaux ou non latins. S’ils s’affichent mal (▯, ?, etc.), consultez la page d’aide Unicode.
Pour les articles homonymes, voir HH.
Hh (minuscule hh) est un digramme de l'alphabet latin composé de deux H.

## Linguistique
- En espéranto, le digramme « hh » sert à remplacer la lettre « Ĥ » en cas d’impossibilité d’utiliser cette lettre (par exemple si elle n’est pas disponible sur le clavier).

## Représentation informatique
Comme la majorité des digrammes, il n'existe aucun encodage de Hh sous un seul signe, il est toujours réalisé en accolant deux H.